# Carleton Roy Ball
Carleton Roy Ball (ur. 1873, zm. 1958) – amerykański botanik i agronom, specjalizujący się w zbożach i wierzbach. Jego nazwisko zapisywane jest w botanice skrótem C. R. Ball.
C. R. Ball urodził się 12 czerwca 1873 roku w Little Rock w Iowa. Uczęszczał do koledżu w Ames, gdzie otrzymał stopnie licencjata w 1896, magistra w 1899 oraz doktora honoris causa w 1920. Nauczał tam botaniki w latach 1896-98, po czym dołączył do Division of Agrostology przy United States Department of Agriculture. Prowadził tam doświadczenia na sorgo dwubarwnym, klasyfikując wiele odmian, od 1914 do 1918, po czym został szefem Division of Cereal Crops and Diseases przy tym departamencie, którą to funkcję pełnił do 1929 roku. W czasie swojej pracy opisał 45 nowych gatunków, odmian i krzyżówek wierzb, stając się światowym autorytetem w tym trudnym taksonie.
Ball był członkiem wielu towarzystw naukowych, w tym: Southern Appalachian Botanical Club, Agronomy Society, którego był sekretarzem (1910-14) oraz prezesem (1916), Botanical Society of America, którego był skarbnikiem (1905) i wiceprezesem (1919) oraz Washington Biologists’ Field Club (1901-1907). Zmarł 2 lutego 1958, w Waszyngtonie.